# Tragium peregrinum
Tragium peregrinum är en flockblommig växtart som beskrevs av Spreng.. Tragium peregrinum ingår i släktet Tragium och familjen flockblommiga växter. Inga underarter finns listade i Catalogue of Life.